# 成田賢
成田 賢（なりた けん、1945年10月22日 - 2018年11月13日）は、日本の音楽家、歌手。本名は成田 慶一。
満州国大連生まれ。

## 略歴
2歳の時に満洲から博多（福岡県前原市）へ引き揚げし、5歳の時に父が他界し母方の実家がある北海道札幌市に移る。
北海道札幌北高等学校に入学し、バンド活動を始める。ある時、ジャズ喫茶で歌っていたところを大阪のバンドから加入の誘いを受けたことがきっかけで、歌手になる道を選ぶ。その後単身関西へと移り、「成田賢一」の芸名でバンド「ケーパーズ」に所属。ライブハウスでの音楽活動に加え吉本新喜劇の舞台で芝居も経験する。
その後、東京のバンド「ダークホース」での活動を経て、札幌で石間秀樹と共に「ザ・ジャローズ」を結成し活動。1966年に石間とともにジャローズを脱退し、二人で再び上京。そののち芸名を「成田ライオン」と改め、バンド「ジ・アウトロウズ」の結成に参加する。
1967年、アウトロウズが「ザ・ビーバーズ」と改名しキングレコードよりメジャーデビュー。成田はリードボーカルとハーモニカを担当し、1969年の解散まで在籍。
ビーバーズの解散後、平井正之とともにバンド「エモーション」を結成し活動していたが、過労による肺結核を患い長期入院することとなる。この入院中に山内テツからの誘いを受け、退院後まもなくセッションアルバム「フレンズ」に参加。
1971年11月、ミッキー・カーチスによるプロデュースで初のソロアルバム「眠りからさめて」を発表。シンガーソングライターとして活動する傍ら、スタジオシンガーとしてコマーシャルソングも手掛けるようになり、東ハト「キャラメルコーン」のCMを皮切りに230曲ほどコマーシャルソングを歌唱。
1979年には日本コロムビア関係者からオファーを受け、テレビアニメ『サイボーグ009』のオープニングテーマ「誰がために」を歌唱。翌年には特撮テレビドラマ『電子戦隊デンジマン』の主題歌を担当するなど、テレビ主題歌の依頼が増えてきた矢先にオートバイ事故で負傷し、その後遺症のため1981年に一度歌手を引退。
それ以降は長らく表舞台から遠ざかっていたが、2007年1月7日に開催されたイベント「ANIME JAPAN FES 2007 "冬の陣"」で歌手活動を再開。同年、特撮テレビドラマ『獣拳戦隊ゲキレンジャー』の挿入歌で26年ぶりの新曲を発表した。
2012年、映画『009 RE:CYBORG』のために『サイボーグ009』のオープニングテーマ「誰がために」の再録を発表。
2018年11月13日7時過ぎ、肺炎のため死去73歳没。

## 作品

### シングル
| 発売日                              | 面                      | タイトル                            | 規格品番                | 備考                                                                               |
| デノン / マッシュルーム             | デノン / マッシュルーム | デノン / マッシュルーム             | デノン / マッシュルーム | デノン / マッシュルーム                                                            |
| ----------------------------------- | ----------------------- | ----------------------------------- | ----------------------- | ---------------------------------------------------------------------------------- |
| 1971年10月                          | A                       | 虹のように                          | CD-138-Z                |                                                                                    |
| 1971年10月                          | B                       | おれが死ぬまぎわには                | CD-138-Z                |                                                                                    |
| 1971年3月10日                       | A                       | 素晴らしい愛と共に                  | CD-152-Z                |                                                                                    |
| 1971年3月10日                       | B                       | 地球最後の日                        | CD-152-Z                |                                                                                    |
| 1972年7月                           | A                       | 愛ある限り                          | CD-163-Z                |                                                                                    |
| 1972年7月                           | B                       | 今日からエトランゼ                  | CD-163-Z                |                                                                                    |
| コロムビア                          |                         |                                     |                         |                                                                                    |
| 1977年6月1日                        | A                       | ハウスのふたり 〜ハウス愛のテーマ〜 | YK-87-AX                | 映画『HOUSE』イメージソング。演奏はゴダイゴ。                                      |
| フォノグラム / 六本木シティレコード |                         |                                     |                         |                                                                                    |
| 1977年7月5日                        | A                       | 悲しき街角                          | FW-2503                 |                                                                                    |
| 1977年7月5日                        | B                       | ルイジアナ・ママ                    | FW-2503                 |                                                                                    |
| 1977年12月                          | A                       | トロピカルハウス                    | FW-2511                 |                                                                                    |
| 1977年12月                          | B                       | ゲーム                              | FW-2511                 |                                                                                    |
| コロムビア                          |                         |                                     |                         |                                                                                    |
| 1979年3月1日                        | A                       | 誰がために                          | SCS-467                 | テレビアニメ『サイボーグ009』オープニングテーマ。with こおろぎ'73。                |
| 1980年3月1日                        | A                       | ああ電子戦隊デンジマン              | SCS-533                 | テレビドラマ『電子戦隊デンジマン』主題歌。                                         |
| 1980年3月1日                        | B                       | デンジマンにまかせろ！              | SCS-533                 | テレビドラマ『電子戦隊デンジマン』エンディング。                                   |
| 1980年4月10日                       | A                       | 線路で描ける日本地図                | GK-525                  | 『いい旅チャレンジ20,000km』オープニング&エンディングテーマ。with ザ・チャープス。 |
| 1980年4月10日                       | B                       | 終わりのない旅                      | GK-525                  |                                                                                    |
| 1981年2月1日                        | A                       | 荒野の呼び声                        | CK-587                  | テレビアニメ『荒野の呼び声 吠えろバック』 主題歌。                                 |
| 1981年2月1日                        | B                       | しあわせがいない                    | CK-587                  |                                                                                    |

### アルバム
| 発売日         | アルバム | レーベル              | 規格           | 規格品番   | 備考                     |
| -------------- | --- | --------------------- | -------------- | ---------- | ------------------------ |
| 1971年11月25日 | 眠りからさめて A面 1. 虹のように 2. 素晴らしい愛と共に 3. おれが死ぬまぎわに 4. ねがい 5. 地球最後の日 B面 1. すべては一部のすべて 2. くもの巣 3. 銀河鉄道の夜 4. 昼下り | デノン/マッシュルーム | LP             | CD-7024-Z  |                          |
| 1990年4月25日  | 眠りからさめて A面 1. 虹のように 2. 素晴らしい愛と共に 3. おれが死ぬまぎわに 4. ねがい 5. 地球最後の日 B面 1. すべては一部のすべて 2. くもの巣 3. 銀河鉄道の夜 4. 昼下り | アルファレコード      | CD             | ALCA-35    |                          |
| 2009年4月23日  | 眠りからさめて A面 1. 虹のように 2. 素晴らしい愛と共に 3. おれが死ぬまぎわに 4. ねがい 5. 地球最後の日 B面 1. すべては一部のすべて 2. くもの巣 3. 銀河鉄道の夜 4. 昼下り | Super Fuji Discs      | CD（紙ジャケ） | FJSP-64    | デジタル・リマスター盤。 |
| 1972年8月25日  | 汚れた街にいても A面 1. 愛ある限り 2. 遠い愛の日を夢みて 3. 今日からエトランゼ 4. やすらぎの世界 B面 1. 淋しそうな若者たち 2. 花結び 3. できることなら 4. 人間の醜さがひき起こした奇怪な美しさの裏にひそんだ不快な感情を題にした詩 5. 汚れた街にいても 6. 春だもの | デノン/マッシュルーム | LP             | CD-7041-Z  |                          |
| 1998年7月23日  | 汚れた街にいても A面 1. 愛ある限り 2. 遠い愛の日を夢みて 3. 今日からエトランゼ 4. やすらぎの世界 B面 1. 淋しそうな若者たち 2. 花結び 3. できることなら 4. 人間の醜さがひき起こした奇怪な美しさの裏にひそんだ不快な感情を題にした詩 5. 汚れた街にいても 6. 春だもの | アルファレコード      | CD             | ALCA-9195  |                          |
| 2009年4月23日  | 汚れた街にいても A面 1. 愛ある限り 2. 遠い愛の日を夢みて 3. 今日からエトランゼ 4. やすらぎの世界 B面 1. 淋しそうな若者たち 2. 花結び 3. できることなら 4. 人間の醜さがひき起こした奇怪な美しさの裏にひそんだ不快な感情を題にした詩 5. 汚れた街にいても 6. 春だもの | Super Fuji Discs      | CD（紙ジャケ） | FJSP-65    | デジタル・リマスター盤。 |
| 1977年8月25日  | ヒストリー・オブ・ナリタ・ケン 遠い愛の日を夢みて A面 1. 虹のように 2. 素晴らしい愛と共に 3. おれが死ぬまぎわに 4. 地球最後の日 5. すべては一部のすべて 6. くもの巣 B面 1. 愛ある限り 2. やすらぎの世界 3. 淋しそうな若者たち 4. 花結び 5. できることなら 6. 汚れた街にいても | コロムビア            | LP             | LZ-7010-Z  |                          |
| 2007年5月23日  | 誰がために 成田賢ヒストリー 1. 誰がために 「サイボーグ009」 2. 九つの命 「サイボーグ009」 3. 母は大地 「サイボーグ009」 4. 闘いは終った 「サイボーグ009」 5. 荒野の呼び声 「荒野の呼び声…吠えろバック」 6. しあわせがいない 「荒野の呼び声…吠えろバック」 7. コスモス・ドリーム-宇宙をかける夢- (コロムビア・カヴァーヴァージョン) 「新竹取物語 1000年女王」 8. 線路で描ける日本地図 「いい旅、チャレンジ20000km」 9. 終わりのない旅 「いい旅、チャレンジ20000km」 10. ああ電子戦隊デンジマン 「電子戦隊デンジマン」 11. 戦う電子戦隊デンジマン 「電子戦隊デンジマン」 12. 星からきた超兵器 「電子戦隊デンジマン」 13. デンジマンにまかせろ! 「電子戦隊デンジマン」 14. 虹のように 15. 人間の醜さがひき起こした奇怪な 美しさの裏にひそんだ不快な感情を 題にした詩 16. ねがい 17. すべては一部のはじまり 18. 素晴らしい愛と共に 19. 春だもの 20. 1-2-3-4 激気正義! 「獣拳戦隊ゲキレンジャー」 21. 東ハトキャラメルコーン 22. 赤福餅の唄 | コロムビア            | CD             | COCX-34288 |                          |

### 参加アルバム
- ザ・フレンズ / フレンズ〜若きロックのスターたち（1971年6月、ビクター/マリオンレコード、W-7021）
- 山内テツ / TETSU（1972年、コロムビア、JDX-7004）
- 石間ヒデキ / ONE DAY（1973年5月25日、コロムビア、JDX-7010） - ブルースハープで参加。
- 荒木和作&やまだあきら / 和作（1974年、トリオ/ショーボート、3A-2003） - ブルースハープで参加。
- 泉谷しげる / ライブ!!泉谷 王様たちの夜（1975年8月25日、フォーライフ、FLL-8001〜2） - ブルースハープで参加。
- ジョニー大倉 / JOHNNY WILD（1976年11月5日、フィリップス・レコード、FX-6050） - ブルースハープ、バックコーラスで参加。
- ゴダイゴ / HOUSE オリジナルサウンドトラック（1977年6月25日、コロムビア、YX-7177） - 「ハウスのふたり 〜ハウス愛のテーマ〜」歌唱。
- サイボーグ009 主題歌・挿入歌集（1980年3月25日、コロムビア、CS-7174） - 「九つの命」、「やさしさは勇気 強さは愛」、「母は大地」、「闘いは終った」ほか歌唱。
- 電子戦隊デンジマン ヒット曲集（1980年7月1日、コロムビア、CZ-7034） - 「戦う電子戦隊デンジマン」、「星からきた超兵器」、「ゴーゴーデンジタイガー」ほか歌唱。
- 電子戦隊デンジマン テーマ音楽集（1980年、コロムビア、CQ-7054））
- 松本零士のすべて SFロマンの世界（1981年9月25日、コロムビア、CZ-7125〜6） - 「コスモス・ドリーム COSMOS DREAM -宇宙をかける夢- (コロムビア・カヴァーヴァージョン)」歌唱。
- 獣拳戦隊ゲキレンジャー オリジナル・アルバム 真激音盤 其之弐 〜ゲキウタ・コレクション〜（2007年8月1日、コロムビア、COCX-34397） - 「1-2-3-4 激気正義!」歌唱。
- ANOTHER SOUND OF 009 RE:CYBORG（2012年11月21日、バップ、VPCG-84932） - 「誰がために -2012VER.-」歌唱。
- 超無敵戦隊ムテキファイブ（2016年） - 「ムテキファイブ!」歌唱。

### 作品提供
- 笠井紀美子 / すべては一部のすべて （1972年3月5日、東芝IMI、LTP-9050)作詞・作曲。
- 岡本信 / 遠い愛の日を夢みて（1972年4月25日、フィリップス、FX-2022)作詞・作曲。

### その他
- 東ハトCMソング「東ハト キャラメルコーン」
- 赤福CMソング「赤福餅の唄」
- 第一生命CMソング「第一の人」 - 「伊藤アキラ CMソング傑作選」（2009年9月16日、SOLID RECORDS、CDSOL-1312）に収録。
- 伊勢丹CMソング「こんにちは土曜日くん。」 - 「ISETAN Songs Collection 1972-1986」（2011年4月13日、GT music、MHCL-1872）に収録。
- 三菱グループ企業イメージソング「人間が大好きだ!」
- 太平洋沿海フェリー（現：太平洋フェリー）イメージソング「海へ出よう」
- メタルファイト ベイブレード（テレビアニメ『メタルファイト ベイブレード』オープニングテーマ、作詞・作曲：Martin Kucaj、歌：YU+KI） - 訳詞を担当